# علي فيصل مصطفى
علي فيصل مصطفى (25 سبتمبر 1981) هو مخرج ومنتج بريطاني إماراتي تخرج من مدرسة لندن للسينما، يُعتبر مخرج أول فيلم إماراتي روائي طويل دار الحي (2009)،  احتل الفيلم المرتبة الثانية في شباك التذاكر المحلي ونجح في تحقيق أكثر من 500 ألف درهم في عطلة نهاية الأسبوع الأولى، وتحدثت تقارير أن صناع الفيلم قرروا عرض الفيلم في مهرجان كان السينمائي في عام 2010.
حاز مصطفى على لقب "أفضل مخرج إماراتي" في مهرجان دبي السينمائي الدولي، وفاز بجائزة "صانع الأفلام الشاب للعام" في حفل توزيع جوائز الاستوديو الرقمي 2010.
افتتح فيلم مصطفى الثاني من ألف إلى باء مهرجان أبوظبي السينمائي في أكتوبر 2014، وهو أول فيلم إماراتي يتحدى التصورات النمطية للثقافة الشرق أوسطية من خلال قصة ثلاثة أصدقاء مقربين قاموا برحلة برية من أبو ظبي إلى بيروت.
عرض فيلم مصطفى الأخير المختارون في مهرجان لندن السينمائي في أكتوبر 2016، وحصل على العرض الأول في مهرجان دبي السينمائي في ديسمبر 2016، وهو فيلم إثارة تدور أحداثه في مستقبل بائس بعد إندثار المياه.

## الحياة الشخصية
ولد علي في لندن لأب إماراتي وأم بريطانية، ونشأ في الإمارات العربية المتحدة، وكان مهتمًا بالتصوير منذ طفولته، أنشأ قسمًا من شركة قائمة تركز على التصميم الداخلي والتصميم. ثم تابع هدفه في عام 2003 والتحق بمدرسة لندن للسينما وحصول على درجة الماجستير في التدريب العملي في تقنية الأفلام. ثم أسس شركته الخاصة للإنتاج (بالإنجليزية: AFM Films)‏.
عُرض فيلمه "تحت الشمس" في 2005 في مهرجان دبي السينمائي الدولي وفاز بمسابقة أفلام الإمارات في عام 2006. كما عُرض أيضًا في مهرجانات روما ورود آيلاند وسان فرانسيسكو السينمائية الدولية.

## روابط خارجية
- علي فيصل مصطفى في قاعدة بيانات الأفلام على الإنترنت
- Emirati film maker at DIFF: Gulf News
- Our film festivals thrive - but our filmmakers struggle: The National (Abu Dhabi)
- Khaleejesque